# Олимпиада Эпирская
Олимпиа́да (др.-греч. Ὀλυμπιάς, лат. Olympias; ок. 375—316 год до н. э.) — эпирская царевна, жена македонского царя Филиппа II и мать Александра Македонского.
Олимпиада родилась в семье царя одной из областей Эпира Молоссии Неоптолема I из династии Эакидов. Представители этого рода возводили своё генеалогическое древо к мифологическому герою Ахиллу и царям легендарной Трои.
Брак между Олимпиадой и царём Македонии Филиппом II стал основой союза между двумя государствами. При македонском дворе Олимпиада заняла главенствующее положение среди других жён Филиппа. Частично это можно объяснить статусом матери наследника престола Александра. Также нельзя исключить особую искушённость Олимпиады в интригах при македонском дворе. За несколько лет до смерти Филиппа II Олимпиада была вынуждена бежать на родину в Эпир. Позднее её обвиняли в организации убийства супруга.
Во время походов Александра Олимпиада оставалась в Македонии. Вследствие конфликта с наместником Александра Антипатром она была вынуждена вновь уехать к себе на родину в Эпир, где смогла отнять бразды правления у своей дочери Клеопатры.
После смерти Александра началась борьба за власть в созданной им империи, в которую включилась и Олимпиада. В 317 году до н. э. она смогла на короткое время захватить власть в Македонии. Вскоре была побеждена сыном Антипатра Кассандром и казнена.
Античные источники преимущественно изображают Олимпиаду в резко отрицательных тонах. Ей приписывали множество изощрённых преступлений. Она представлена властной, деспотичной, чёрствой, расчётливой, мстительной и ревнивой женщиной, которая постоянно вмешивается в государственные дела. Возможно, такая характеристика является результатом пропаганды времён правления Кассандра и Антипатридов, для которых Олимпиада была наиболее знаковым и влиятельным врагом их предка Антипатра.

## Биография

### Происхождение. Ранние годы
Олимпиада родилась около 375 года до н. э. (не позднее 371 года до н. э.) в Пассароне в семье царевича одной из областей Эпира, Молоссии, Неоптолема I из династии Эакидов. Представители этой семьи возводили свой род к мифологическому герою Ахиллу и царям легендарной Трои. В архаичном древнем Эпире, где прошло детство Олимпиады, женщина пользовалась большей самостоятельностью по сравнению с патриархальным обществом классической Греции. Согласно Плутарху, «мать Александра Поликсену называли … Мирталой, и Олимпиадой, и Стратоникой». Этот фрагмент историки оценивают следующим образом. При рождении девочку назвали именем одной из троянских царевен Поликсены, чтобы подчеркнуть древность рода. Имя «Миртала» девочка получила во время неких мистерий. Согласно современным представлениям Олимпиада практиковала некий мистериальный культ, возможно, Кабиров, в котором важная роль отводилась змеям. После свадьбы Филипп дал жене имя Олимпиада в честь своей недавней победы на Олимпийских играх. В конце жизни она взяла имя Стратоники, что обозначало «военная победа».
По словам Плутарха, Филипп впервые встретил Олимпиаду ещё отроком на острове Самофракия, где их обоих посвящали в мистерии. По одной из легенд, будущий македонский царь влюбился в Олимпиаду при первой же встрече. Эти утверждения, по мнению Э. Карни, не соответствовали действительности. Самофракийские культы не были распространены в Македонии, что делало участие в них македонского царевича маловероятным. Также личные пристрастия при заключении браков между монаршими особами были вторичны. Возможно, Олимпиада впервые увидела Филиппа II на Самофракии, когда состоялось их обручение. Не исключено, что девушку на встречу с женихом сопровождал её дядя молосский царь Арриб.
В источниках отсутствуют какие-либо сведения о ранних годах жизни Олимпиады. Несомненно, что её детство не было простым. В 361 году до н. э. умер дед Олимпиады молосский царь Алкет I. После смерти Алкета между Аррибом и его старшим братом, отцом Олимпиады Неоптолемом возникли связанные с престолонаследием трения. В конечном итоге они договорились править совместно, однако историкам неизвестно, в какой форме произошло распределение власти. Арриб короткое время правил совместно с братом до его смерти в 360 году до н. э., а после приобрёл единоличную власть. Он женился на своей племяннице, дочери Неоптолема Троаде. Историкам достоверно неизвестно, когда произошла свадьба — до или после смерти Неоптолема. Также он взял под опеку двух других детей Неоптолема — Олимпиаду и Александра.
По мнению Ф. Шахермайра, Олимпиаду в детстве били и унижали. Вскоре в Эпир вторглись племена иллирийцев под командованием царя Бардила. Вероятно, Олимпиада вместе с другими женщинами царского двора какое-то время провела в эвакуации. Таким образом, детство Олимпиады было омрачено семейным горем, проходило среди интриг, опасностей и неопределённости.

### Македонская царица
Дядя и опекун Олимпиады Арриб выдал свою подопечную замуж за Филиппа II, для которого это был четвёртый брак, в промежутке между 359 и 357 годами до н. э. Свадьба между македонским царём и эпирской царевной означала создание альянса между двумя государствами и носила династический характер. Через Олимпиаду Филипп II стремился упрочить своё положение в соседнем Эпире. В семье македонских царей Аргеадов полигамия была нормальным явлением. Происхождение и политическое влияние семьи Олимпиады делало её «первой» супругой македонского царя. Возможно, такой статус Олимпиады был частью брачного договора между Филиппом II и Аррибом. Также Арриб мог выторговать признание сына Олимпиады наследником македонского престола. Частью соглашения, возможно, была передача Македонии региона Орестида в качестве приданого Олимпиады.
В 356 году до н. э. у Олимпиады родился сын Александр, получивший позднее эпитет Великий. С зачатием и рождением молодого царевича связано множество легенд, часть из которых дошла до нас в трудах античных авторов. Среди них наиболее известным стало предание о зачатии от верховного бога Зевса, который принял вид змея. Возможно, легенда была создана официальной пропагандой в то время, когда Александр потребовал своего обожествления. В таком случае Олимпиада и сама должна была как минимум туманно намекать на божественное происхождение сына. Плутарх писал, что Александр родился в тот день, когда Герострат сжёг храм Артемиды Эфесской. Гегесий Магнесийский впоследствии сострил, что Артемида, одной из функций которой была помощь роженицам, могла бы спасти храм, если бы не была занята Олимпиадой. В промежутке между 355 и 352 годами до н. э. Олимпиада родила Филиппу дочь Клеопатру. Из всех жён Филиппа II лишь Олимпиада родила македонскому царю двух детей, что, по мнению Э. Карни, свидетельствует также и о влечении Филиппа II к супруге.
Олимпиада занимала главенствующее положение среди других жён Филиппа II и стала одной из наиболее влиятельных персон при македонском дворе. Частично это можно объяснить статусом матери наследника престола. Также нельзя исключить особую искушённость Олимпиады в интригах при македонском дворе. Старший сын царя слабоумный Арридей не воспринимался среди македонской знати в качестве человека, который может занять престол, как из-за низкого происхождения своей матери Филинны, так и вследствие болезни. Супруг Олимпиады бо́льшую часть времени проводил в военных походах, поэтому воспитанием сына занималась она сама. Она делала всё для укрепления его положения наследника престола. По одной из версий, Олимпиада настраивала сына против отца. Насколько это соответствовало действительности, достоверно неизвестно, однако Александр в детстве был ближе к матери, чем к отцу, который постоянно находился в походах, а у себя дома в Македонии предавался пирам и развлечениям.
По одной из версий, старший единокровный брат Александра и гипотетический наследник престола Арридей стал слабоумным из-за снадобий Олимпиады. Насколько это соответствовало действительности, неизвестно, однако такое мнение существовало и распространялось врагами Олимпиады ещё при её жизни. Также Олимпиада подбирала наставников для сына. Дальним родственником Олимпиады был первый наставник Александра Леонид. По мнению Э. Карни, именно Олимпиада выбрала учителем для сына знаменитого философа Аристотеля. В жизнеописании Аристотеля Диоген Лаэртский приводит информацию о существовании письма философа «К Олимпиаде», что свидетельствует об их знакомстве. Забота Олимпиады о сыне не ограничивалась только подбором учителей. Согласно античным источникам, она включала также и сексуальное воспитание: «Феофраст утверждал, что Александр не был расположен к делам любовным: Олимпиада с Филиппом даже опасались, не женоподобен ли он, и Олимпиада не раз подкладывала к нему в постель прекраснейшую из фессалийских гетер Калликсену и упрашивала с ней сойтись». По мнению Ф. Шахермайра, личность Олимпиады, особенности её взаимоотношений с мужем наложили на Александра моральный отпечаток, сделали его нечувствительным к женской красоте и любви.
В описываемый промежуток времени взаимоотношения между Олимпиадой и Филиппом II были относительно спокойными. Македонский царь пригласил ко двору брата Олимпиады Александра. Затем Филипп II завоевал родовое царство Пирридов Молоссию, расширил его владения и передал, не без определённых обязательств, Александру. В историографии существует дискуссия относительно хронологии данных событий, однако несомненно, что такое положение соответствовало интересам и желаниям Олимпиады.
Сохранились свидетельства, что Филипп II до 341 года назначил специального человека, который бы закупал необходимые для супруги вещи в Афинах. Также, в 340 году до н. э., во время очередного военного похода он оставил наместником юного царевича Александра. Олимпиада на короткое время стала вторым человеком в государстве.
В 338 году до н. э. после решающей победы над союзным войском в битве при Херонее по приказу Филиппа II в Олимпии построили храм Филиппейон. В нём находились статуи членов семьи македонского царя, в том числе и Олимпиады. По мнению Э. Карни, это свидетельствует о том, что к 338 году до н. э. Олимпиада была одной из наиболее влиятельных женщин при македонском дворе. Разлад отношений между Филиппом II и Олимпиадой произошёл позже.
Непостоянство Филиппа и ревнивость Олимпиады привели к охлаждению их чувств, однако переломным моментом в их взаимоотношениях стала женитьба Филиппа II на юной македонской аристократке Клеопатре в 337 году до н. э., которая, возможно, также принадлежала к царской династии Аргеадов. Филипп и ранее брал других жён, но те в силу своего социального статуса не могли повлиять на положение властолюбивой эпирской царевны. Из всех античных авторов лишь Юстин писал о разводе Филиппа с Олимпиадой, которую царь заподозрил в прелюбодеянии. Потомки Клеопатры, в силу её происхождения, в будущем могли составить конкуренцию сыну Олимпиады Александру. Плутарх передаёт легенду, что во время пира пьяный дядя невесты Аттал стал призывать македонян молить богов, чтобы у Филиппа и Клеопатры родился законный наследник. Это взбесило Александра, который бросил в Аттала чашу. Филипп бросился на сына с мечом, но, будучи пьяным, споткнулся и упал. На это молодой царевич с издёвкой сказал: «Смотрите, люди! Этот человек, который собирается переправиться из Европы в Азию, растянулся, переправляясь от ложа к ложу». После ссоры на свадьбе Олимпиада уехала из Македонии на родину в Эпир, а Александр — в Иллирию. Бегство Олимпиады можно объяснить не только оскорблёнными чувствами, но и угрозой для жизни со стороны родственников новой жены Филиппа II. Плутарх передаёт легенду, которую, впрочем, не подтверждают историки. Когда Филипп спросил у Демарата, как ладят между собой греки, то получил ответ: «Не об эллинах бы тебе заботиться, когда у тебя такие нелады в собственном доме!» После такого ответа Филипп нашёл в себе силы примириться с женой и сыном. Впоследствии Александр примирился с отцом и вернулся в Македонию. Согласно Плутарху, Олимпиада затаила обиду на супруга и даже склоняла своего брата эпирского царя Александра к войне с Македонией. Юстин пишет, что Олимпиада, возможно, и достигла бы цели, если бы Филипп не выдал замуж за Александра Эпирского в 336 году до н. э. свою дочь Клеопатру. Версия о гипотетическом начале войны со стороны Эпира из-за Олимпиады выглядит неправдоподобной из-за несопоставимости сил двух государств. Однако, предположительно, взаимоотношения между двумя царями ухудшились. Свадьбу между Клеопатрой и Александром можно рассматривать как восстановление родственных и дружественных отношений между двумя царскими домами.
Вскоре Александр вернулся в Македонию и попал в связанный с сатрапом Карии Пиксодаром скандал, в который оказалась замешанной и Олимпиада. Плутарх передаёт историю о попытке Пиксодара породниться с царским домом Македонии. В 337 году до н. э. он отправил к Филиппу II Аристокрита с предложением брака между своей дочерью Адой и сыном, а также возможным наследником, македонского царя Арридеем. По мнению историка И. Г. Дройзена, Пиксодар предлагал македонскому царю породниться домами, а уже Филипп II выбрал на роль супруга Ады Арридея. Друзья и мать Александра стали убеждать юного царевича, что таким образом царь «блестящей женитьбой и сильными связями хочет обеспечить Арридею царскую власть». Обеспокоенный этим Александр отправил к Пиксодару Фессала с тем, чтобы убедить карийского династа выдать свою дочь замуж за сына Олимпиады, а не за слабоумного Арридея. Возможно, Александр предполагал переехать в Карию, так как не надеялся вскоре занять македонский трон. Предложение пришлось Пиксодару по душе, и он ответил согласием. Эта новость вызвала у Филиппа II ярость. Царь не только назвал Александра «человеком низменным, недостойным своего высокого положения», но и изгнал друзей сына Птолемея, Гарпала, Неарха, Лаомедона и Эригия из Македонии. Этих людей можно отнести к «партии Олимпиады», её сторонникам. С македонской царицей также были связаны придворный врач Филипп, учитель Александра Лисимах и телохранитель Александра Арриб. В жизнеописании Александра Плутарх приводит историю с «затеей Пиксодара» сразу после описания свадьбы Филиппа II с Клеопатрой. Если описанная последовательность событий верна, то Александр вначале вёл переговоры с Пиксодаром из Иллирии при посредничестве Олимпиады, а очередная ссора с отцом произошла после его возвращения в Пеллу.
В 336 году до н. э. Филипп II был убит. По одной из версий, Олимпиада участвовала в организации покушения на своего супруга. Эта гипотеза, описанная в античных источниках, имеет как сторонников, так и противников среди современных историков. Аргументы о непричастности Олимпиады и Александра включают указание на опасность последующей гипотетической войны за македонский престол, а также неминуемую казнь всех соучастников в случае неудачи. Историк И. Ш. Шифман, напротив, отмечал, что на момент убийства Филиппа Олимпиада была в опале и в изгнании. Соответственно смерть супруга представляется выгодной для матери наследника престола. Состояние источников не позволяет сделать однозначный вывод о причастности или непричастности Олимпиады к убийству Филиппа II.
Олимпиада не сильно горевала о смерти супруга. Сразу после получения известия о покушении она вернулась в Македонию. Согласно Юстину, она распорядилась снять с креста и сжечь труп убийцы Павсания. Пепел рассыпали над могилой Филиппа. Также она жестоко расправилась с его последней женой Клеопатрой. По одной версии, Олимпиада заставила повеситься Клеопатру, предварительно убив у неё на руках малолетнюю дочь Европу. По версии Павсания, Олимпиада сварила соперницу с малолетним сыном в котле. Вне зависимости от способа убийства Олимпиада, по всей видимости, была причастна к смерти Клеопатры с ребёнком. Александр, который прибыл в Пеллу после вышеописанных событий, не одобрил поступка матери.

### Во время правления Александра Македонского
Во время правления Александра Олимпиада сыграла важную роль в истории Македонии, Эпира и Греции. Оценки степени её влияния на исторические процессы в историографии разнятся, что является следствием скудости источниковой базы. Власть Олимпиады во многом зависела от степени её влияния на сына. В определённые периоды своего правления Александр уделял письмам матери особое внимание, а иногда относился к ней как к одному из представителей злобной и вечно враждующей между собой македонской элиты. В этот период времени она была в полной безопасности. Любой из её недоброжелателей должен был учитывать влияние на сына, о степени которого в каждый конкретный момент он мог лишь догадываться. Влияние Олимпиады также было обусловлено её родственными связями с царями Эпира и влиянием в этом государстве.
После смерти Филиппа II македонским царём стал сын Олимпиады Александр. Военачальники молодого царя Антипатр с Парменионом советовали Александру не спешить с походом в Азию, а сначала жениться и продолжить род. Военачальников интересовал вопрос о том, кто, в случае неудачи, станет новым македонским царём. Олимпиада, напротив, поддерживала сына. По мнению Э. Карни, это было обусловлено тем, что потенциальные жена и наследник Александра могли значительно ослабить положение самой Олимпиады.
О жизни Олимпиады во время походов Александра известно немногое. Гиперид в одной из своих речей упоминает о посвящении Олимпиадой фиалы Гигиее. Также, согласно данным эпиграфики, македонская царица делала пожертвования в Дельфы, скорее всего, с просьбой о божественной поддержке своему сыну. Она постоянно поддерживала связь с сыном и, обладая весомым авторитетом в его глазах, давала советы. Александр, в свою очередь, отсылал матери часть военной добычи. Согласно Диодору Сицилийскому, Олимпиада предостерегала сына о готовящемся заговоре со стороны начальника фессалийской конницы и зятя Антипатра Александра Линкестийца, а также обвиняла в преступных замыслах военачальника Аминту. Во время суда перед общевойсковым собранием Аминта указал, что навлёк на себя гнев царицы, когда по приказу Александра призвал в армию тех юношей, которые скрывались в доме его матери. Олимпиада также предостерегала сына от чрезмерной щедрости, так как «друзей … он делает почти царями, а себя оставляет одиноким», и критиковала Гефестиона.
В античных источниках содержатся свидетельства о конфликте между наместником Македонии на время отсутствия Александра Антипатром и Олимпиадой, вследствие которого царица была вынуждена покинуть Пеллу. Возможно, мать Александра претендовала на большую власть в Македонии, считая, что Антипатру следует лишь руководить войсками. Она даже создала собственный двор, который стал представлять государство в государстве. Не исключено, что речь шла о неудавшемся заговоре против Антипатра. Также, по одной из версий, фундамент конфликта между матерью и своим наместником заложил сам Александр тем, что перед отправкой в поход не распорядился о чётком распределении власти в самой Македонии. В любом случае Антипатр победил в противостоянии с матерью Александра. Роль самого царя, который находился за многие тысячи километров от столицы, в этом противостоянии неясна. Обе стороны писали письма царю. Олимпиада ставила в вину Антипатру, что власть «вскружила ему голову» и он хочет стать царём. Антипатр, в свою очередь, обвинял Олимпиаду в резкости и во вмешательстве в государственные дела. Александр мог как игнорировать обоюдные жалобы матери и Антипатра, так и принять чью-либо сторону. Одновременно не вызывает сомнений, что данный конфликт привёл к ухудшению отношения царя к своему наместнику и стал одним из факторов его опалы. Согласно легенде, получив очередное длинное письмо от Антипатра против Олимпиады, Александр заметил: «Антипатр не понимает, что одна материнская слеза стирает десятки тысяч писем». В то же время Александр не мог без последствий сместить наместника Македонии. Согласно другой, описанной у Арриана, легенде Александру надоели требования матери, на что он сказал: «квартирную плату за десять месяцев взыскивает она непомерную».
Олимпиада была вынуждена уехать к себе на родину в Эпир. Дата отъезда достоверно неизвестна. В историографии присутствуют различные версии — от 334 до 325 года до н. э., по мнению Э. Карни — 331/330 год до н. э. Ситуация в Эпире была непростой. Приблизительно в то же время, как Александр Македонский начал военный поход в Азию, Александр Эпирский отправился в Италию, где через несколько лет погиб. Регентом Молоссии при малолетнем сыне Александра Неоптолеме стала дочь Олимпиады Клеопатра. Согласно Плутарху, Александр поддержал решение матери, сказав, что «мать поступила разумнее, ибо македоняне не потерпят, чтобы над ними царствовала женщина».
Степень влияния Олимпиады в Эпире остаётся неясной. Ф. Шахермайр утверждал, что у себя на родине Олимпиада перехватила бразды правления и стала неограниченной правительницей государства. Э. Карни, напротив, считала положение Олимпиады непростым. На момент приезда Олимпиады в стране официально царём был её внук, сын Клеопатры малолетний Неоптолем II. Без поддержки македонских царей из династии Аргеадов положение ребёнка-царя с регентом-женщиной было крайне опасным. Поэтому, при содействии Олимпиады, в Эпир пригласили племянника царицы, сына свергнутого ранее Арриба Эакида. Эакид занял царский престол, по всей видимости, в качестве соправителя двоюродного брата Неоптолема.
Обстоятельства возвращения Эакида на родину в Эпир не до конца ясны. С одной стороны, его воцарение не могло произойти без согласия всесильного на тот момент в Греции и Македонии Антипатра, с другой — впоследствии Эакид проявил себя одним из самых верных сторонников Олимпиады, который воевал против Антипатридов. На этом основании Э. Карни считает, что Эакид стал царём благодаря Олимпиаде. Также его поведение можно объяснить родственными узами с македонской царицей. Дж. Кросс, автор труда об Эпире, подчёркивал, что Эакид был младшим сыном Арриба. Соответственно такой выбор опять же можно объяснить близким родством с Олимпиадой, племянником которой был Эакид. Старший сын Арриба Алкет был сыном некой Андромахи, а не сестры Олимпиады Троады. Именно это обстоятельство, по мнению Дж. Кросса, стало определяющим при выборе царя Эпира. Ещё по одной версии, озвученной ещё у Диодора Сицилийского, старший сын Арриба Алкет был столь отвратительного нрава, что предпочтение было отдано Эакиду. Точная дата возвращения Эакида в Эпир неизвестна. Р. В. Светлов считал, что Эакид вернулся в Эпир и стал царём в 326 году до н. э.
По одной из версий, Александр пытался добиться божественных почестей не только себе, но и матери. Если это сообщение достоверно, то успеха он в этом начинании не достиг.

### Борьба за македонский трон
После смерти Александра в 323 году до н. э. началась борьба за власть в созданной им империи. Её участниками стали полководцы и члены семьи Александра, в том числе и Олимпиада. Одним из главных действующих лиц, которые могли претендовать на верховную власть, был давний враг Олимпиады Антипатр. По мнению Э. Карни, информация об отравлении Александра при участии Антипатра в античных источниках является следствием обвинений и пропаганды со стороны Олимпиады.
Олимпиаде был необходим сильный союзник. Для этого она попыталась организовать свадьбу между своей дочерью Клеопатрой и сатрапом Геллеспонтской Фригии Леоннатом. Леоннат погиб в битве при Ламии против Антифила прежде, чем брак был заключён. Вторая попытка Олимпиады устроить брак дочери закончилась полным провалом и стала одной из причин первой войны диадохов. Между регентом империи Пердиккой и Антипатром начались переговоры о создании союза, который должен был закрепить брак Пердикки с дочерью Антипатра Никеей. Согласно мнению историка И. Г. Дройзена, инициатором переговоров был Пердикка. Брат Никеи Иолла и Архий в 322 году до н. э. доставили девушку для предстоящей свадьбы в Вавилон. Этот брак противоречил интересам Олимпиады, так как предполагал усиление одного из её главных врагов Антипатра. Для того чтобы расстроить свадьбу и союз двух наиболее влиятельных персоналий в Македонской империи, она предложила Пердикке жениться на своей дочери Клеопатре. Брат Пердикки Алкета советовал отдать предпочтение Никее, в то время как один из приближённых регента Эвмен — Клеопатре. Брак с дочерью Филиппа II и сестрой Александра мог легитимизировать притязания Пердикки на царский трон. Об этих планах стало известно Антипатру, который на этом фоне был вынужден прекратить войну с этолийцами. В античных источниках имеются определённые разночтения относительно свадьбы Пердикки с Никеей. Согласно Юстину брак не состоялся, Диодору Сицилийскому и Арриану — Пердикка на короткое время женился на Никее, однако затем развёлся, чтобы взять в жёны Клеопатру. Никея вернулась домой к отцу, что расстроило создание союза между двумя военачальниками. На этом фоне отец Никеи Антипатр присоединился к коалиции диадохов, которые выступили против Пердикки. Брак Клеопатры с Пердиккой не состоялся, так как его вскоре убили собственные же солдаты. Дочь Олимпиады осталась в Сардах, так как сначала надеялась заключить брак с кем-то из выдающихся военачальников Александра, а затем стала их заложницей. В результате Олимпиада, хоть и переписывалась с дочерью, никогда уже её не увидела.
Всё это время Олимпиада находилась у себя на родине в Эпире. Официальный статус Олимпиады неясен, однако есть все основания предполагать, что она стала обладать всей полнотой власти на родине. После поражения Пердикки регентом Македонской империи стал давний враг Олимпиады Антипатр. Диодор Сицилийский упоминает о письме Олимпиады к Эвмену с просьбой о помощи. Бывший секретарь Александра посоветовал Олимпиаде оставаться в Эпире, пока ситуация окончательно не прояснится. Этот военачальник, который до конца сохранил верность царице, вёл военные действия в Азии и при всём желании не мог вернуться в Грецию.
После смерти Антипатра в 319 году до н. э. власть в Греции и Македонии перешла к Полиперхону, а не к сыну Антипатра Кассандру, который вступил в борьбу с преемником своего отца. Его положение было крайне сложным. Он предложил Олимпиаде вернуться в Македонию, заняться воспитанием внука Александра и получить определённую власть. Сначала Олимпиада ответила отказом. Хоть и оставаясь в Эпире, она продолжала использовать своё политическое влияние в Греции и Македонии. Согласно Диодору Сицилийскому, Олимпиада отправила письмо к военачальнику Кассандра Никанору с приказом вернуть Мунихий и Пирей афинянам, а военачальникам аргираспидов Антигену и Тевтаму — быть верными Эвмену.
В 318 году до н. э. диадох Антигон Одноглазый разгромил флот Полиперхона под командованием Клита. На суше успех сопутствовал Кассандру, и в 317 году до н. э. Полиперхон оказался в Эпире. К этому времени относится бегство вдовы Александра Роксаны с сыном ко двору Олимпиады. Полиперхон вновь предложил Олимпиаде союз в борьбе за власть в Македонской империи.
Из античных источников неясны условия и мотивы Олимпиады заключить союз с Полиперхоном. Кроме борьбы за власть и желания обеспечить власть в Македонии своему внуку, она хотела отомстить Кассандру, который по слухам участвовал в отравлении Александра. По одной из версий официально Олимпиада стала соправительницей Полиперхона. С эпирским войском и остатками сил Полиперхона она вторглась в Македонию. Армии Олимпиады противостояло войско под командованием жены Филиппа III Арридея Эвридики. По утверждению античного историка Дурида Самосского, женщины сами вели свои войска: «первая — подобно вакханке, при звуках тимпанов, а вторая — облёкшись в македонское вооружение, подобно амазонке». Македонские воины при виде матери и сына Александра Македонского отказались повиноваться Эвридике и без боя перешли на сторону Олимпиады. Вскоре номинальный царь Филипп III Арридей и его реально царствовавшая жена Эвридика были схвачены и брошены в темницу. Через несколько дней Филипп III Арридей был убит по приказу Олимпиады. Эвридика получила меч, верёвку и яд с тем, чтобы самой выбрать способ самоубийства. Эвридика помолилась, в присутствии слуг прокляла Олимпиаду, пожелав ей сходную судьбу, после чего оплакала мужа и повесилась на собственном поясе.
Македоняне признали право Олимпиады царствовать от имени внука, и короткое время она неограниченно правила в Македонии. В стремлении расправиться со сторонниками Кассандра она казнила его брата Никанора и около сотни других знатных македонян. Как заметил Юстин: «Тем, что она учинила великую резню знатных людей по всей стране, словно лишь разъярённая женщина, а не царица, она обернула преданность народа в ненависть».
На внешнеполитическом поприще Олимпиада постаралась наладить отношения с греческими полисами. Среди прочего она приказала вернуть Афинам Мунихий и Пирей. От лояльности греков зависела стабильность власти Олимпиады в самой Македонии. Также они сковывали силы противника Олимпиады Кассандра.

### Поражение и гибель
После известия о захвате Македонии Олимпиадой с Полиперхоном сын Антипатра Кассандр, который находился с войском в Пелопоннесе, был вынужден вернуться в Македонию. Хоть союзные Олимпиаде и Полиперхону этолийцы и перекрыли Фермопильское ущелье, это не помешало войскам Кассандра попасть в Македонию, переплыв на территорию Фессалии. Войско Полиперхона отправилось навстречу Кассандру. Олимпиада вместе с внуком Александром, его матерью Роксаной и другими родственниками и свитой укрылись в приморском городе Пидна. Кассандру удалось обойти войско Полиперхона и подойти к Пидне. Полиперхон, запертый в Западной Греции военачальником Кассандра Калласом, выслал за Олимпиадой небольшой парусник. Также он отправил к ней гонца с письмом, в котором призывал бежать из Македонии. По другой версии, Олимпиада сама безуспешно пыталась организовать свой побег. Однако Кассандр узнал о содержании письма и перехватил парусник. Олимпиада безуспешно ожидала в назначенном месте обещанного спасения. Осада Пидны затянулась. В крепости Олимпиады даже находилось несколько боевых слонов.
На помощь своей тётке выступил эпирский царь Эакид. Военачальник Кассандра Атаррий не допустил появления эпиротов в Македонии. Он перекрыл горные проходы, тем самым удержал войско Эакида от дальнейшего продвижения. Во время бездействия среди эпиротов началось волнение. Эакид отпустил недовольных домой, чем не улучшил, а, напротив, ухудшил своё положение. Пока Эакид пребывал в бездействии, его подданные взбунтовались и низвергли своего царя, что произошло впервые в истории Эпира. Зачинщиками восстания стали недовольные воины, которых Эакид отпустил домой. Согласно Павсанию, эпироты отказались повиноваться Эакиду из-за ненависти к Олимпиаде. Данное свидетельство можно также трактовать в качестве нежелания эпиротов участвовать в греческой войне и отстаивать интересы Олимпиады. Также не исключён конфликт между молоссцами и другими племенами, который входили в союз эпиротских племён. После изгнания Эакида эпироты заключили союз с Кассандром, который после этого отправил в Эпир военачальника Ликиска в качестве регента и стратега.
Другой генерал Кассандра Каллас сумел подкупить солдат Полиперхона, так что тот остался без армии. В крепости Пидны все слоны и бо́льшая часть лошадей погибли, начали умирать от голода и люди. Среди осаждённых стали происходить даже случаи людоедства. На этом фоне многие солдаты пробирались из Пидны к Кассандру, который охотно их принимал. На сторону Кассандра также перешли македонские гарнизоны и в других городах, за исключением Пеллы, где комендантом был Моним, и Амфиполя.
Потеряв надежду на спасение, Олимпиада сдалась Кассандру на условиях своей личной безопасности весной 316 года до н. э., решив, что Полиперхон предал её. По её распоряжению верный ей Аристон, начальник гарнизона в Амфиполе, прекратил сопротивление Кассандру, хотя до того одерживал победы в столкновениях с его отрядами. Аристону обещали сохранить жизнь, но, опасаясь его популярности, Кассандр приказал умертвить военачальника.
Олимпиаде обещали сохранить жизнь, однако позже привлекли её к суду за кровь, пролитую ею за время правления. В народном собрании её заочно приговорили к смерти. Диодор Сицилийский сообщает, что Кассандр предложил Олимпиаде бежать в Афины, обещая корабль. Новый правитель Македонии боялся быть обвинённым в смерти матери Александра Великого. Олимпиада отказалась, предпочтя открытый суд перед македонским народом. По всей видимости, царица раскусила уловку Кассандра. Сын Антипатра надеялся, что своим бегством Олимпиада подтвердит собственную вину, а умерщвление во время бегства будет воспринято как заслуженная кара. Зная изменчивость настроений македонян, Кассандр не хотел допустить нового суда. Олимпиада надеялась своими речами произвести впечатление на бывших подданных. Кассандр послал 200 специально подобранных солдат с приказом убить Олимпиаду. Солдаты ворвались к ней в дом, но, увидев её в царском облачении, не решились поднять руку на мать Александра. Олимпиаду забросали камнями родственники казнённых ею людей. Согласно Юстину, Олимпиада приняла смерть достойно, не крича и не умоляя о помиловании, так что, «казалось, можно было увидеть Александра в умирающей матери». По приказу Кассандра, потерявшего брата и многих друзей за год правления Олимпиады, ей было отказано в погребении.

## Оценки. Историография
Все источники рисуют образ Олимпиады в резко отрицательных тонах, как женщину властную и деспотичную, чёрствую и расчётливую, ревнивую и мстительную, постоянно вмешивавшуюся в дела управления государством, в интриги преемников Александра. Однако справедливость требует сказать, что не во всех аспектах права была традиция. По-человечески можно было вполне понять Олимпиаду, жизнь которой была бурной и опасной, тревожной и неустойчивой.
Образ Олимпиады в античных источниках в целом негативный. Ей приписывали множество изощрённых преступлений, как, к примеру, умерщвление младенца с матерью Клеопатрой чуть ли не в кипящем котле. Такие характеристики впервые появились в трудах Феопомпа и Эфора, из которых брали информацию более поздние писатели. Источником соответствующих обвинений, возможно, является пропаганда времён правления Кассандра и Антипатридов, для которых Олимпиада была наиболее знаковым и влиятельным врагом их предка Антипатра. Очернение матери Александра также позволяло Кассандру и его потомкам оправдывать убийство Олимпиады.
Плутарх представляет Олимпиаду ревнивой женщиной тяжёлого нрава. Согласно Арриану, Антипатр обвинял Олимпиаду в резкости, высокомерии и вмешательстве в управление Македонией. Диодор описывает зверства царицы, которые заставили македонян возненавидеть мать своего легендарного царя за жестокость. Павсаний назвал её действия безбожными, а Юстин — неразумными, характерными для мстительной женщины. Несмотря на это, античные авторы отдают должное храбрости и стойкости Олимпиады, её непоколебимости перед лицом неминуемой гибели.
В историографии информация об Олимпиаде преимущественно представлена в контексте описания жизни её знаменитого сына Александра. Большинство историков описывают Олимпиаду в русле сложившегося ещё в античности стереотипа безжалостной, мстительной и властолюбивой женщины. Возможно, это связано с трудностью изучения пристрастных источников и противоречивостью действий Олимпиады. Недоразумения при описании македонской царицы с годами накапливались, что в конечном итоге привело к её мифологизации.
Литература, посвящённая Олимпиаде, довольно скудна. Она включает в себя некоторые статьи в рецензируемых журналах об эпизодах, тем или иным образом связанных с македонской царицей, тематические статьи в энциклопедии классической древности Паули-Виссова, просопографических исследованиях Г. Берве и В. Хеккеля. На 2022 год Олимпиаде посвящено две монографии — «Olympias, Die Mutter Alexanders des Grossen» В. Тритча 1936 года и «Olympias. Mother of Alexander the Great» Э. Карни 2006 года. Монография Э. Карни была опубликована в составе серии книг о знаменитых женщинах античности. На 2022 год она является наиболее полным биографическим исследованием об Олимпиаде. В книге историк осветила основные вопросы происхождения, замужества Олимпиады, её политической роли в Эпире и Македонии. Также Э. Карни сделала вывод о субъективности в негативном освещении жизни македонской царицы античными авторами. Оно, среди прочего, по мнению Э. Карни, было обусловлено неодобрением женщин, которые были активны на политической арене.
За Олимпиадой закрепился образ одинокой красивой женщины, которую не останавливали ни совесть, ни какие-либо моральные ограничения для достижения власти для сына, себя и своей семьи. Этот образ дополнялся легендами об участии Олимпиады в тайных загробных культах и мистериях, а также связями со змеями.
Историки представляют Олимпиаду женщиной властной, ревнивой и раздражительной, которая играла важную роль в интригах македонского двора на протяжении всей жизни. Женщиной могли руководить как жажда политической власти и собственные амбиции, так и материнские чувства, желание увидеть сына во главе Македонии. Ф. Шахермайр в русле античной традиции называл Олимпиаду «чудовищем», которая «истребила всех соперников, имевших право на наследство Филиппа, вплоть до детей, находившихся ещё во чреве». У. Тарн считал, что соответствующий образ Олимпиады является результатом пропаганды со стороны Кассандра и семьи Антипатра, которые таким образом оправдывали своё участие в казни матери Александра. К. А. Киляшова подчёркивала, что действия Олимпиады не являлись чем-то экстраординарным в античной истории, однако более соответствовали образу мужчины-тирана, а не беззащитной женщины. Н. Ю. Сивкина видит в действиях Олимпиады исключительно рациональный, а не эмоциональный контекст. Убийства, к которым была причастна царица, можно объяснить необходимостью обезопасить себя от притязаний её соперников получить власть, что было характерным для царской династии Аргеадов. Осквернение могил также было нередким явлением, которое вписывалось в понятие кровной мести. По мнению историка, Олимпиада не совершила ничего такого, что не было принято в те времена. Отношение к ней в историографии во многом обусловлено особенностями источников, написанных морализирующими авторами, для которых активная роль женщины в политике была неприемлемой. Также они были созданы в то время, когда массовое сознание оперировало образами из мифов, тем самым наделяя Олимпиаду преувеличенными символическими и негативными характеристиками.
Никто из историков не отрицает экстраординарные свойства личности Олимпиады. По мнению итальянского историка М. Фонтана, Олимпиада была одной из наиболее энергичных и честолюбивых цариц в истории человечества.
В историографии существуют различные оценки влияния Олимпиады при Филиппе II. Д. О’Нейл считал, что женщины в описываемое время в Македонии не могли обладать какой-либо реальной властью. Г. Макурди, напротив, доказывал, что во время походов Филиппа II Олимпиада чуть ли не являлась регентом царя в Македонии.
Также Олимпиаде могут вменять в вину гибель династии Аргеадов, так как она приказала убить Филиппа III Арридея и не смогла уберечь власть для своего внука Александра.

## В искусстве

### Изобразительное искусство
Прижизненных изображений Олимпиады не сохранилось. Наиболее древним объектом, на котором может быть изображена Олимпиада, является камея Гонзага III века до н. э., которая хранится в Эрмитаже и является одним из лучших образцов античной глиптики. В начале XX века археологи обнаружили 20 золотых медальонов, которые отчеканили в первой половине III века. Предположительно их создали для вручения победителям на состязаниях в честь Александра. На пяти из них находится женское изображение, предположительно Олимпиады.
Изображение Олимпиады появляется на провинциальных македонских монетах и конторниатах периода Римской империи. На них Олимпиада представлена возлежащей на кушетке во время кормления змей.
В Средневековье был написан первый рыцарский роман, средневековая обработка греческой «Истории Александра Великого», «Роман об Александре». Олимпиада была изображена на иллюстрациях к этой книге. Впоследствии её образ использовали в своих произведениях художники и скульпторы Нового времени.

### Кино
Несмотря на то, что жизнь Александра Македонского, самого известного македонского царя, была полна ярких событий, фильмы о нём малочисленны и, по мнению критиков, разочаровывают зрителя. Два самых известных фильма, «Александр Великий» 1956 года Роберта Россена и «Александр» 2004 года Оливера Стоуна, оказались неудачными в коммерческом плане, несмотря на их большие бюджеты. Также они были раскритикованы историками за многочисленные ошибки и упущения.
Вне зависимости от их восприятия исторические фильмы могут давать ценную информацию о событиях и культурах древних цивилизаций. Также они дают возможность режиссёрам пролить свет на некоторые аспекты эпохи Александра. Особый интерес для Р. Россена и О. Стоуна представляла личность Олимпиады, которую сыграли знаменитые актрисы Даниэль Дарьё и Анджелина Джоли. Оба режиссёра постарались путём выбора акцентов и сознательных искажений исторических фактов отобразить современное видение роли женщины в патриархальном обществе Древней Македонии.
Первая часть фильма Р. Россена представляет обзор придворной жизни македонского двора на основе жизнеописания Александра у Плутарха. Олимпиада у Россена представлена сильной и харизматичной женщиной, которая эффективно борется за власть с помощью родственных связей, собственной привлекательности, умения плести интриги и манипулировать информацией. Олимпиада с самого начала фильма стремилась представить Александра сыном бога. С самого рождения она внушала сыну веру в его исключительность и божественное происхождение, что заложило основу всей дальнейшей жизни Александра. По мере взросления сына Олимпиада пытается с его помощью получить власть. Она убеждает Александра в том, что Филипп II хочет назначить наследником сына от Эвридики. Также она подталкивает Александра к убийству отца. В фильме Олимпиада представлена организатором убийства Филиппа II.
В целом Олимпиада в фильме Р. Россена представлена демонической, сексуально привлекательной «роковой женщиной». Режиссёр изображает взаимоотношения Олимпиады и Александра в контексте эдипова комплекса, тем самым объясняя громадное влияние матери на сына, которое прослеживается в течение всего фильма, даже при описании событий походов. Так, любовница Александра Барсина говорит своему возлюбленному: «Никакая другая женщина не соперница мне, кроме твоей матери».
Олимпиада в фильме О. Стоуна изображена сильной и амбициозной женщиной, которая стремится к власти с помощью интриг и взаимоотношений с сыном. Она пытается внушить Александру мысль о божественном происхождении. Кроме того, Олимпиада О. Стоуна пытается подавить влечение сына к Гефестиону и заставить его жениться на македонской аристократке. В отличие от фильма Р. Россена в фильме О. Стоуна Александр ничего не знает о заговоре Олимпиады против Филиппа II. Тем самым режиссёр снимает с него всю ответственность за убийство отца. После того как Александр отправляется в военный поход, он сохраняет связь с матерью, которая продемонстрирована перепиской, где Олимпиада даёт ему политические советы и сообщает об интригах в самой Македонии.
О. Стоун считал главной целью фильма «исследовать психологические мотивы Александра». Взаимоотношения с родителями он, как и Р. Россен, излагал в контексте комплекса Эдипа. Также режиссёр пытается сопоставить Олимпиаду и жену Александра Роксану. Он намеренно сближает образы двух женщин, повторяя детали их гардероба, внешний вид и даже сцены из их жизни.

### Исследования
- Борза Ю. История античной Македонии (до Александра Великого) / пер. с англ. М. М. Холода при участии А. Бодрова, О. и В. Иванцовых, 3. Барзах; научная ред. и вступ. статья М. М. Холода; приложения М. М. Холода, Э. Д. Фролова и Ю. Н. Кузьмина. — СПб.: Нестор-История, 2013. — 592 с. — (Историческая библиотека). — ISBN 978-5-44690-015-2.
- Гафуров Б. Г., Цибукидис Д. И. Александр Македонский и Восток. — М.: Наука, 1980.
- Дройзен И. Г. История эллинизма. История Александра Великого. — М.: Академический проект, 2011. — 623 с. — (Технологии истории). — ISBN 978-5-8291-1304-9.
- Дройзен И. Г. История эллинизма. — Ростов-на-Дону: Феникс, 1995. — Т. 2. — 544 с. — ISBN 5-85880-079-3.
- Киляшова К. А. Политическая роль женщин при дворе македонских царей династии Аргеадов. Диссертация на соискание учёной степени кандидата исторических наук / Научный руководитель доктор исторических наук, профессор Э. В. Рунг. — Казань: Казанский (Приволжский) федеральный университет, 2018.
- Киляшова К. А. Образ царских женщин династии Аргеадов в трудах античных авторов // Общество: философия, история, культура. — 2018. — Вып. 54, № 10. — ISSN 2223-6449. — doi:10.24158/fik.2018.10.23.
- Манжула О. В. Традиция изображения Александра Македонского в европейской литературе // Мировая литература в контексте культуры. — Пермский государственный национальный исследовательский университет, 2011. — № 6. — С. 23—26. — ISSN 2304-909X.
- Самохина Г С. Рецензия на сборник научных статей «Филипп II и Александр Великий: отец и сын, жизнь реальная и после смерти» // КЛИО. — 2013. — Вып. 80, № 8. — С. 119—123. — ISSN 2070-9773.
- Светлов Р. В. Пирр и военная история его времени. — СПб.: Изд-во С.-Петерб. ун-та, 2006. — 355 с. — ISBN 5-288-03892-9.
- Сивкина Н. Ю. Мифологизация и рационализация образа знаменитой царицы Македонии // Исторический журнал: научные исследования. — 2022. — № 1. — С. 48—56. — doi:10.7256/2454-0609.2022.1.37557.
- Уортингтон Йен[нем.]. Филипп II Македонский. — СПб.—М.: Евразия — ИД Клио, 2014. — 400 с. — ISBN 978-5-91852-053-6.
- Шахермайр Ф. Александр Македонский. — Ростов-на-Дону: Феникс, 1997. — 576 с. — ISBN 5-85880-313-Х.
- Шифман И. Ш. Александр Македонский / ответственный редактор Э. Д. Фролов. — Л.: Наука, 1988. — ISBN 5-02-027233-7.
- Шофман А. С. Распад империи Александра Македонского / Печатается по постановлению редакционно-издательского совета Казанского университета. Отв. редактор В. Д. Жигунин. — Казань: Издательство Казанского университета, 1984.
- Эллис Дж.-Р. Глава 14: Македония и северо-западная Греция // Кембриджская история древнего мира / под редакцией Д.-М. Льюиса, Дж. Бордмэна, С. Хорнблоуэра, М. Оствальда. Перевод, научное редактирование, примечания А. В. Зайкова. — М.: Ладомир, 2017. — Т. VI. Четвёртый век до нашей эры. Второй полутом. — С. 850—890. — 720 с. — ISBN 978-5-86218-542-3.
- Эллис Дж.-Р. Глава 15: Становление македонской гегемонии // Кембриджская история древнего мира / под редакцией Д.-М. Льюиса, Дж. Бордмэна, С. Хорнблоуэра, М. Оствальда. Перевод, научное редактирование, примечания А. В. Зайкова. — М.: Ладомир, 2017b. — Т. VI. Четвёртый век до нашей эры. Второй полутом. — С. 891—925. — 720 с. — ISBN 978-5-86218-542-3.
- Carney E. D. Olympias. Mother of Alexander the Great (англ.). — New York • London: Routledge, 2006. — 221 p. — (Women of the Ancient World). — ISBN 0-415-33316-4.
- Cross G. N. Epirus: A Study in Greek Constitutional Development (англ.). — Cambridge: University Press, 1932. — ISBN 978-1-107-45867-3.
- Day K. Chapter 12. Representing Olympias: The Politics of Gender in Cinematic Treatments of Alexander the Great // Ancient Greek Women in Film (англ.) / Konstantinos P. Nikoloutsos. — Oxford: Oxford University Press, 2013. — P. 279—304. — ISBN 978-0-19-967892-1. — doi:10.1093/acprof:oso/9780199678921.003.0013.
- Errington R. M.[англ.]. Arybbas the Molossian (англ.) // Greek, Roman, and Byzantine Studies[англ.]. — 1975. — Vol. 16. — P. 41—50.
- Hammond N. G. L., Griffith G. T. A History of Macedonia (англ.). — Oxford: Clarendon Press, 1979. — Vol. II: 550—336 B.C. — ISBN 0-l9-814814-3.
- Heckel W. Who's Who in the Age of Alexander the Great: Prosopography of Alexander's Empire (англ.). — Malden; Oxford; Carlton: Blackwell Publishing, 2006. — ISBN 1-4051-1210-7.
- Kaerst J.[нем.]. Arybbas 1 // Paulys Realencyclopädie der classischen Altertumswissenschaft :  [нем.] / Georg Wissowa. — Stuttgart : J. B. Metzler’sche Verlagsbuchhandlung[англ.], 1896. — Bd. II, Zweite Hälfte (II, 2). — Kol. 1495—1497.
- Lightman M., Lightman B. Nicaea (I) // A to Z of Ancient Greek and Roman Women (англ.). — Rev. ed. — New York: Facts On File[англ.], 2008. — P. 233. — ISBN 0-8160-6710-4.
- Ruzicka Stephen. The «Pixodares Affair» Reconsidered Again // Philip II and Alexander the Great: Father and Son, Lives and Afterlives (англ.) / edited by Elizabeth Carney and Daniel Ogden. — Oxford: Oxford University Press, 2010. — P. 3—12. — ISBN 978-0-19-973815-1.
- Strasburger H. Olympias 5 // Paulys Realencyclopädie der classischen Altertumswissenschaft :  [нем.] / Georg Wissowa. — Stuttgart : J. B. Metzler’sche Verlagsbuchhandlung[англ.], 1939. — Bd. XVIII, Erste Hälfte (XVIII, 1). — Kol. 177—182.
- Wallace S. Review of Books. E. CARNEY, Olympias: Mother of Alexander the Great. (англ.) // Classics Ireland. — Classical Association of Ireland, 2008. — Vol. 15. — P. 85—87. — ISSN 0791-9417.